# Ратрак

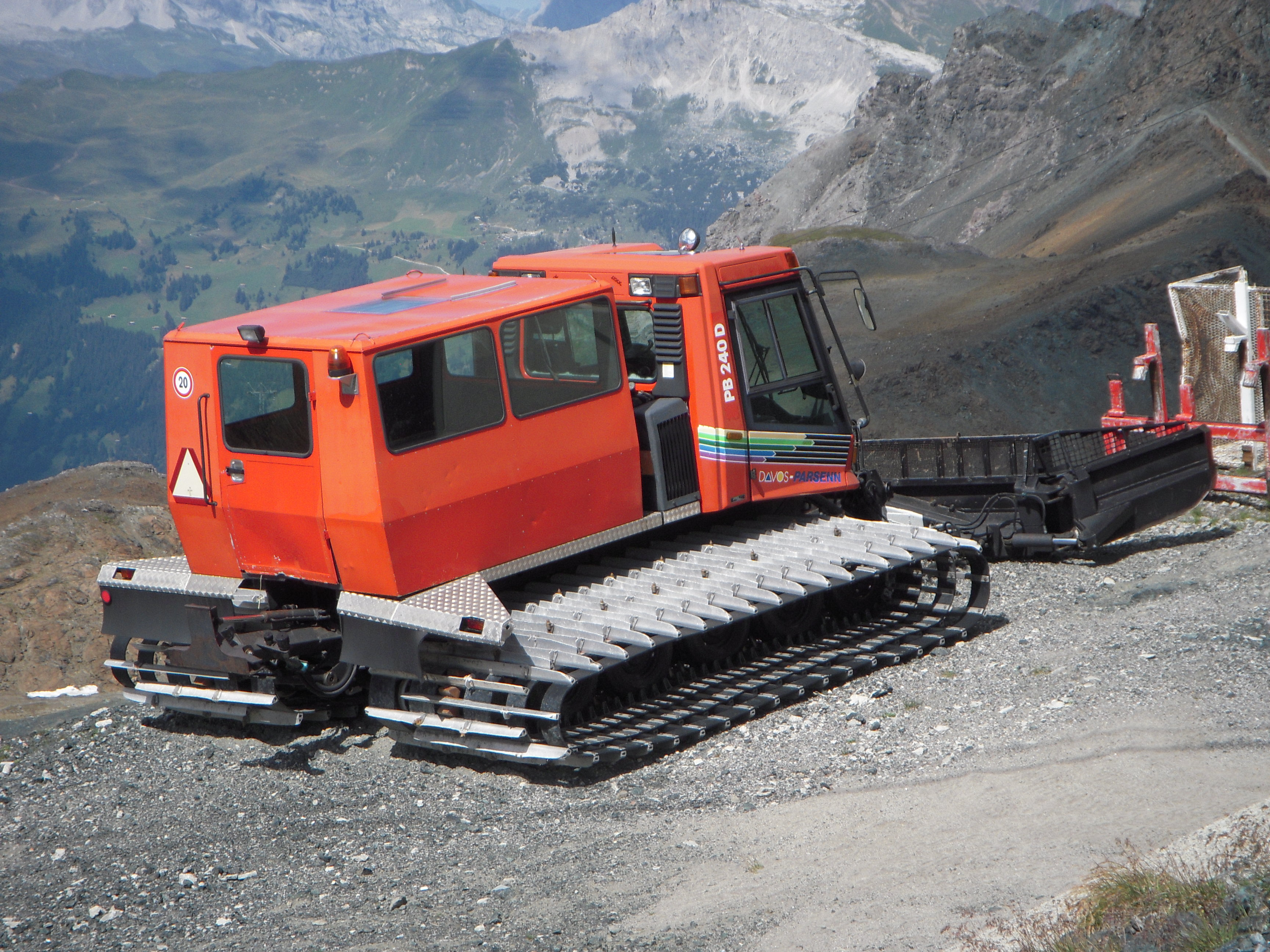
Ратрак з КУНГом для перевезення пасажирів.

Ратра́к — спеціальний транспортний засіб на гусеничному ходу, що використовується для підготовки гірськолижних схилів і лижних трас. Також ратраки використовують для транспортування вантажів, перевезення людей, а також при рятувальних роботах у відповідній місцевості.

## Будова
В основі ратрака лежить конструкція трелювального трактора, адаптована для роботи в суворих зимових умовах. Самохідне шасі ратрака забезпечене гусеницями, шириною більше метра. Такі широкі гусениці дають хорошу стійкість на крутих схилах і невеликий тиск на сніг, близько 50−60 г/см2 (5−6 кН/м2).
Ратраки виготовляються з легких матеріалів, мають утеплену кабіну і скління з можливістю панорамного огляду, як правило, обладнані відвалом бульдозерного типу, але можуть мати й інші конфігурації.

## Галерея

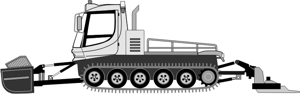
Переднє і заднє кріплення навісного обладнання.
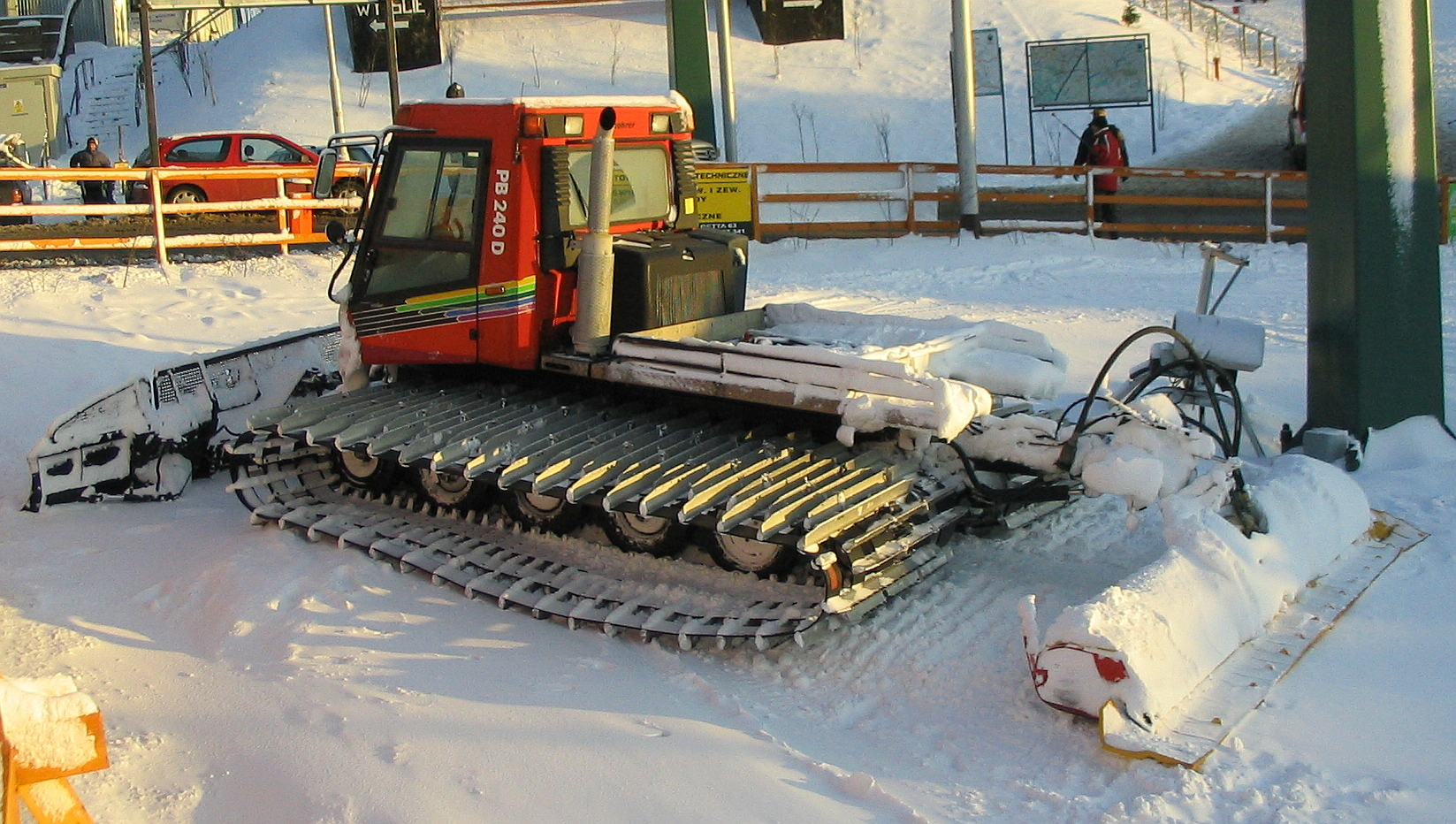
Ратрак з вантажною платформою.
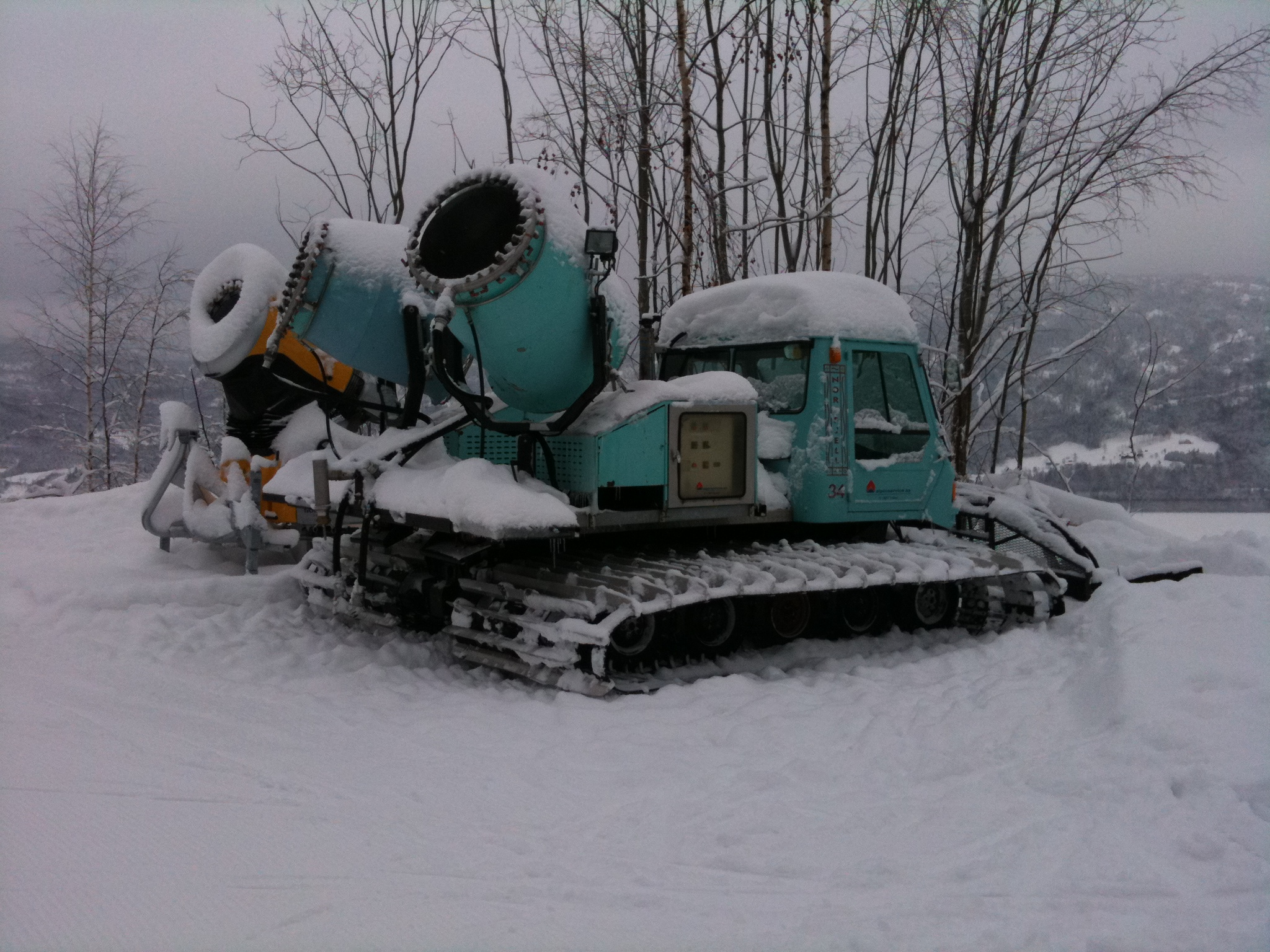
Ратрак зі сніговою гарматою.
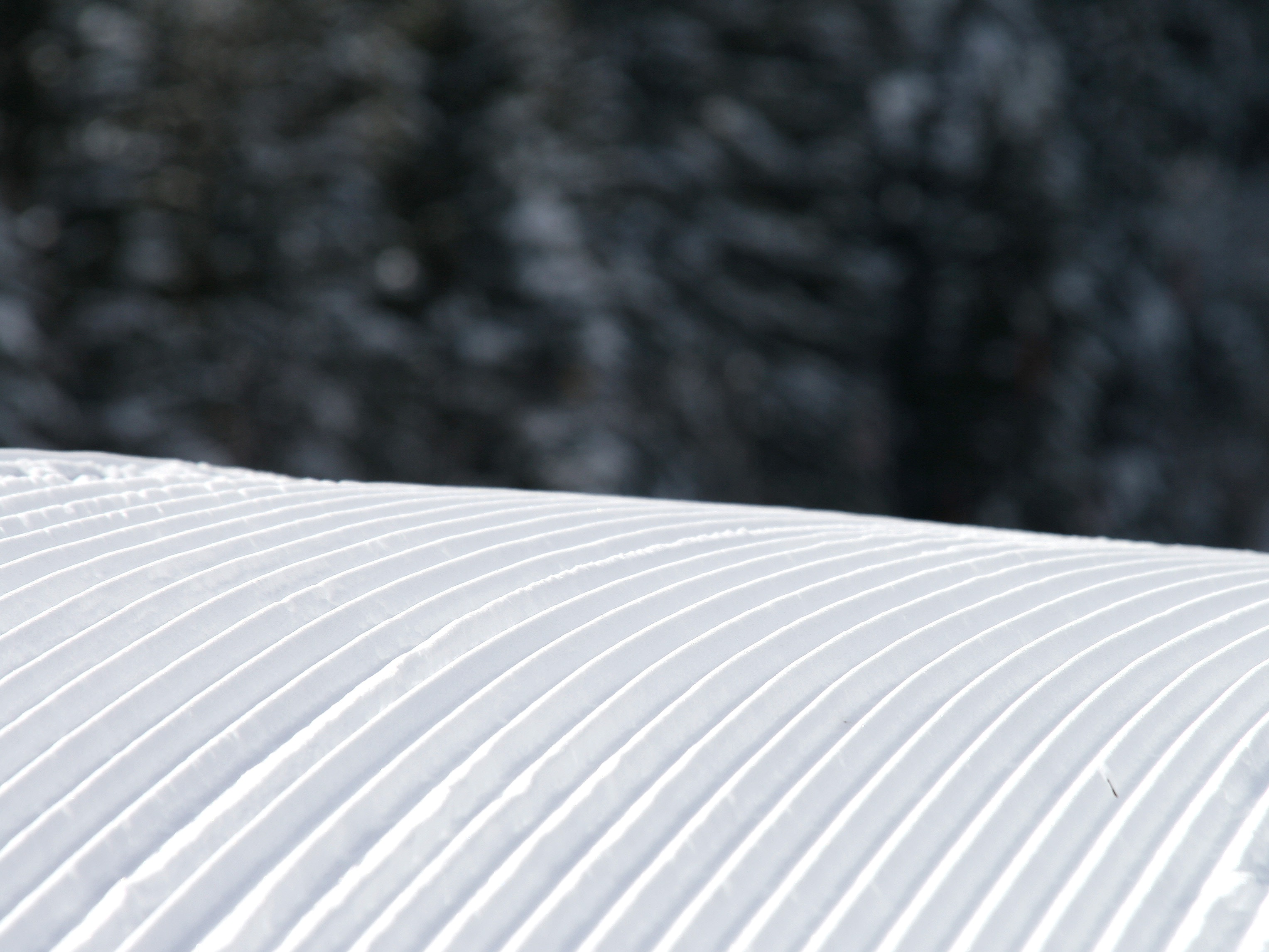
Характерний ребристий слід на снігу, залишений ратраком.

## Історія
Найменування «Ратрак» походить від назви першої машини цього типу, що продавалася в Європі в 1960-х роках. Спочатку це були американські машини фірм «Thiokol» і «LMC», продавані під торговою маркою «Ratrac». У 1990-х роках кінцеву літеру «c» замінено на «k» і машина стала називатися «Ratrak».

## Сучасне виробництво
Основними виробниками цього виду техніки є італійська компанія «Prinoth», канадська компанія «Bombardier», німецька «Kässbohrer Geländefahrzeug AG», що випускає ратраки під торговою маркою «PistenBully». У Північній Америці клас цих машин відомий під назвою «snow cat», в Європі частіше вживають термін «piste machine» (машина для підготовки лижної траси). Ратраки можуть використовуватися не тільки для трамбування снігу, а й для формування різних профілів за допомогою спеціального навісного обладнання.